# کتاب موزیلا

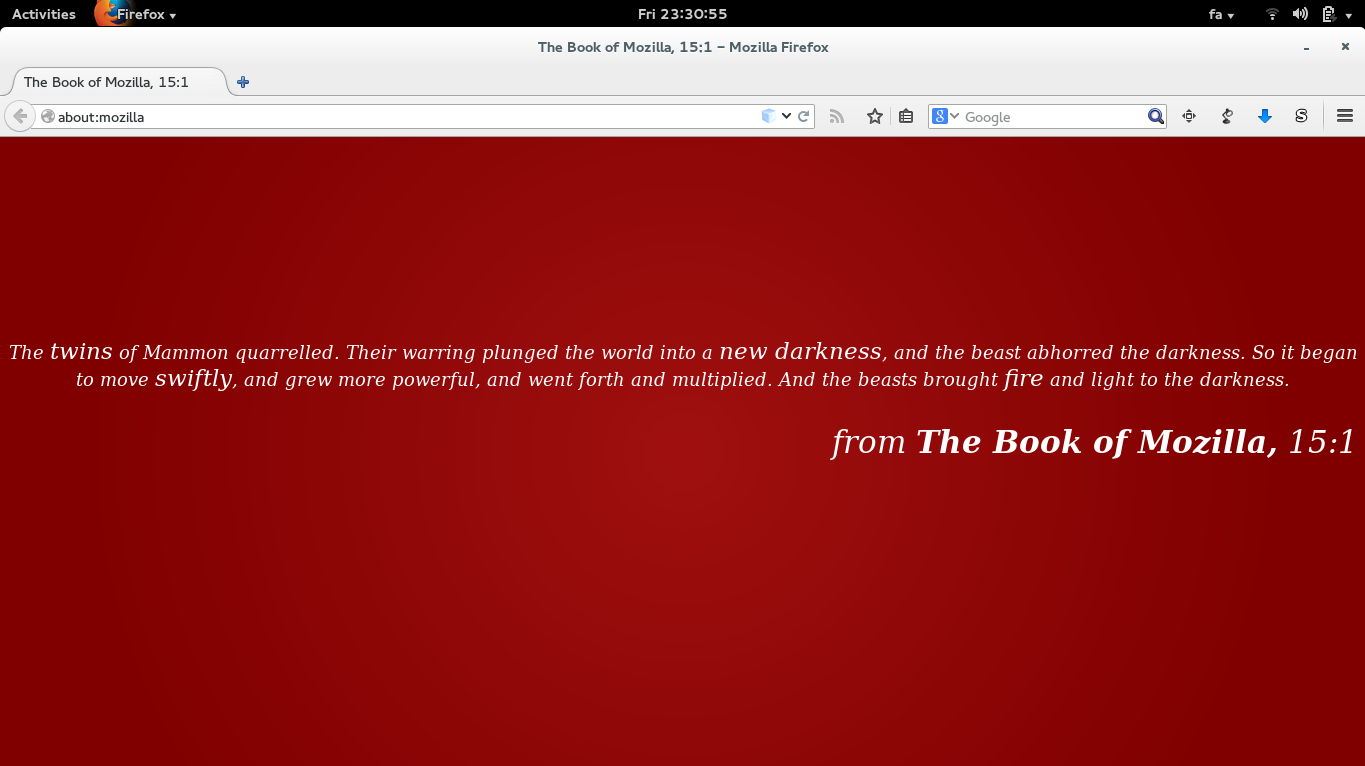
تصویری از فایرفاکس ۳۰ که بند ۱۵:۱ از کتاب موزیلا در آن به نمایش درامده‌است.

کتاب موزیلا (به انگلیسی: The Book of Mozilla)، یک تخم‌مرغ عید پاک رایانه‌ای است که در مجموعه مرورگرهای نت‌اسکیپ و موزیلا وجود دارند و با نوشتن متن about:mozilla در آدرس‌بار می‌توان آن را دید.
چنین کتابی در واقعیت وجود ندارد اما از نقل‌قول‌هایی که از این کتاب در نسخه‌های مختلف مرورگرهای نت‌اسکیپ و موزیلا آمده‌است می‌توان چنین دریافت که کتابی با موضوعات آخرالزمانی همچون کتاب مکاشفه یوحنا در عهد جدید است. با نوشتن about:mozilla در آدرس‌بار در هر نسخه از مرورگرها یک پاراگراف بر روی زمینه‌ای به رنگ شاه‌بلوطی‌تیره نمایش داده می‌شود.
شش بند رسمی از کتاب موزیلا در نسخه‌های منتشر شده مرورگرها وجود دارد و البته بندهای غیررسمی دیگری را می‌توان در اینترنت یافت. در پایان هر شش بند، شماره آیه و بخش مربوطه بند مورد نظر در کتاب موزیلا آورده شده که البته این شماره‌ها ارجاعاتی به تاریخ‌های مهم در تاریخچه نت‌اسکیپ و موزیلا هستند.
در هر شش بند می‌توان ارجاعاتی به موجودی را دید که با واژه «حیوان وحشی» (beast) مشخص شده‌اند. در روزهای اولیه تشکیل شرکت نت‌اسکیپ نماد آن یک مارمولک اژدهامانند بود که آتش می‌جهاند و به همین دلیل می‌توان این موجود وحشی را چنین جانوری تفسیر کرد که به عنوان کنایه‌ای از نت‌اسکیپ آورده شده‌است.
با اینکه این متون ذاتی اسرارآمیز دارند اما با آشنایی با تاریخچه نت‌اسکیپ و موزیلا می‌توان بخش‌هایی از آنها را تفسیر کرد. در صفحه کتاب موزیلا نیز تفسیرهایی بر بندهای اول، دوم، سوم و پنجم آمده که در توضیحات متن کد اچ‌تی‌ام‌ال صفحه قرار داده شده‌اند. این توضیحات را والریو کاپلو در می ۲۰۰۴ نوشت و نیکولاس ببوت در اکتبر همان سال آنرا به سایت موزیلا افزود. با این حال هیچ نشانه‌ای وجود ندارد که تفسیرهای کاپلو بدست مقامات بلندمرتبه پیشین موزیلا تایید شده‌باشد.

## متن بندها

### کتاب موزیلا، ۱۲:۱۰
اشاره به ۱۰ دسامبر ۱۹۹۴ دارد که Netscape Navigator 1.0 منتشر شد. در این بند به زاده شدن حیوان وحشی (نت‌اسکیپ) اشاره کرده و به کُدنویسان بَد هشدار می‌دهد.
And the beast shall come forth surrounded by a roiling cloud of vengeance. The house of the unbelievers shall be razed and they shall be scorched to the earth. Their tags shall blink until the end of days.
from The Book of Mozilla, 12:10

### کتاب موزیلا، ۳:۳۱
اشاره به ۳۱ مارس ۱۹۹۸ که در آن روز دسترسی به سورس‌کد موزیلا برای هزاران کُدنویس لژیون که با پیروان مامون (مایکروسافت اینترنت اکسپلورر) می‌جنگند آزاد شد.
And the beast shall be made legion. Its numbers shall be increased a thousand thousand fold. The din of a million keyboards like unto a great storm shall cover the earth, and the followers of Mammon shall tremble.
from The Book of Mozilla, 3:31

(Red Letter Edition)

### کتاب موزیلا، ۷:۱۵
اشاره به مرگ حیوان وحشی (شرکت ای‌اوال، بخش نت‌اسکیپ را بست) که بلافاصله از خاکسترش پرنده‌ای آتشین (Firebird) برمی‌خیزد که بعدها به فایرفاکس (Firefox) تغییر نام داد.
And so at last the beast fell and the unbelievers rejoiced. But all was not lost, for from the ash rose a great bird. The bird gazed down upon the unbelievers and cast fire and thunder upon them. For the beast had been reborn with its strength renewed, and the followers of Mammon cowered in horror.
from The Book of Mozilla, 7:15

### کتاب موزیلا، ۸:۲۰
اشاره به ۲۰ آگوست ۲۰۰۶ دارد که ایمیلی داخلی، امکان توسعه مرورگر بعدی نت‌اسکیپ نویگیتور را داد. منظور از «خالق» (Creator)، شرکت نت‌اسکیپ است. برای «زایش دوباره حیوان وحشی» (beast reborn) دو تفسیر آمده: تأسیس موزیلا و بازگشایی مجدد بخش مرورگر نت‌اسکیپ.
And thus the Creator looked upon the beast reborn and saw that it was good.
from The Book of Mozilla, 8:20

### کتاب موزیلا، ۱۱:۹
اشاره به ۹ نوامبر ۲۰۰۴ که فایرفاکس ۱.۰ بطور رسمی منتشر شد. پشتیبانی گسترده هواداران فایرفاکس به موفقیت آن منجر شده و قدرت پروژه‌های متن‌باز مبتنی بر اجتماع را نشان می‌دهد.
Mammon slept. And the beast reborn spread over the earth and its numbers grew legion. And they proclaimed the times and sacrificed crops unto the fire, with the cunning of foxes. And they built a new world in their own image as promised by the sacred words, and spoke of the beast with their children. Mammon awoke, and lo! it was naught but a follower.
from The Book of Mozilla, 11:9
(10th Edition)

### کتاب موزیلا، ۱۵:۱
گفته شده که عبارت «همزادهای مامون» (twins of Mammon) به اپل و گوگل اشاره دارد که بازارهای سیستم‌عامل‌های گوشی‌های همراه را به دست گرفتند. عبارت «دوران تاریکی جدید» (new darkness) را طبیعت بسته فروشگاه‌های اپلیکیشن تفسیر کرده‌اند که در این دوران حیوان وحشی به آرامی در حال چند شاخه شدن است. (فایرفاکس اواس)
The twins of Mammon quarrelled. Their warring plunged the world into a new darkness, and the beast abhorred the darkness. So it began to move swiftly, and grew more powerful, and went forth and multiplied. And the beasts brought fire and light to the darkness.
from The Book of Mozilla, 15:1